# مزين
مزين قرية سورية تتبع ناحية كنسبا في جبل الأكراد التابع لمدينة اللاذقية، يبلغ تعداد سكانها حوالي 1000 نسمة، تبتعد حوالي 44 كيلو متر عن مدينة اللاذقية وترتفع عن البحر حوالي 800 متر، تشتهر بالطبيعة الساحرة الخلابة والمناظر الأكثر من رائعة وجمال إلى ابعد الحدود، جبال خضراء وديان وينابيع وطبيعة ساحرة.
تشتهر بالمناخ المعتدل صيفاً والبرودة شتاءً يعمل سكانها بالزراعة كزراعة التفاح والخوخ والمشمش والتين والدخان، تتميز بكثرة المياه العذبة والينابيع حيث يوجد فيها نبع ماء منحدر من أعلى الجبال بالإضافة إلى نهر في أسفل القرية، وتسكن فيها الكثير من العائلات العريقة أمثال عائلة سليمانو عائلة حسنو عائلة بريمو.